# Інформаційний менеджмент
Інформаці́йний ме́неджмент — це комплекс завдань управління на всіх етапах життєвого циклу підприємства, охоплюючи всі дії та операції, пов'язані як з інформацією в усіх її формах і станах, так і з підприємством у цілому на основі даної інформації. В науці про управління, на жаль, поки що не існує однозначного розуміння такого поняття як інформаційний менеджмент (ІМ). Тому що різні види менеджменту тісно пов'язані між собою (наприклад, документний та інформаційний), а також тому, що, як правило, менеджмент трактується як синонім ’управління’ і не завжди враховуються його специфічні особливості [1].

## Історія виникнення
Виникнення інформаційного менеджменту як самостійного виду діяльності однаково зумовлене, з одного боку, необхідністю підвищення ефективності при прийнятті управлінських рішень власне у сфері інформатизації (внутрішні задачі ІМ), а з іншого — збільшенням впливу інформаційних технологій на ефективність основної діяльності суб'єктів господарювання (зовнішні задачі ІМ). Одне з перших визначень інформаційного менеджменту належить Д. Дачену. На його думку інформаційний менеджмент (ІМ) ідентифікує та визначає види інформації, способи її добування з даних, час її подання та коло осіб, що обслуговуються. Це вузьке коло діяльності не виключає всього циклу інформаційного обслуговування. Менеджер з інформації повинен обмежувати обсяги інформування з ключових проблем до рівня, що забезпечить прийняття рішення (1982 р.) [10]Так вже історично склалось, що з самого спочатку інформаційний менеджмент сприймався як менеджмент створення систем, пов'язаних із розробкою, рекламою, торгівлею та експлуатацією комп'ютерних мереж, які обслуговують різноманітні інформаційні потреби сучасних промислових підприємств, банків, комерційних організацій, навчальних закладів тощо [3].

## Поняття інформаційного менеджменту та його предмет
В науці про управління поки що не існує однозначного розуміння такого поняття як інформаційний менеджмент (ІМ). Тому що різні види менеджменту тісно пов'язані між собою (наприклад, документний та інформаційний), а також тому, що, як правило, менеджмент трактується як синонім ’управління’ і не завжди враховуються його специфічні особливості [8].Інформаційний менеджмент охоплює весь життєвий цикл інформаційних систем — від планування до використання, з метою цілеспрямованого використання інформації як ресурсу. У ньому розглядаються завдання управління інформаційними системами з точки зору фахівців галузі ІТ. Під інформаційним менеджментом буде розумітись весь комплекс питань пов'язаних з управлінням інформаційними системами різних сфер та рівнів управління [2]. Предметом інформаційного менеджменту, є управління інформацією якою володіють люди. Реклама — основний метод, яким користуються маркетологи, щоб досягти споживача. Стимулювання збуту являє собою тимчасово діючі стимули грошового чи іншого характеру, які піднімають сприйману значимість товару або послуги. Міжнародний ринок електронної інформації можна розділити на три частини: ділова інформація (біржова та комерційна), професійна інформація (науково — технічна, юридична і т. д.), масова споживча інформація (новини, енциклопедії, довідники, мистецтво, погода, подорожі, розкладу і т. д.). [6]

## Технології інформаційного менеджменту

### Комп'ютерні технології ІМ
Сучасні комп'ютерні технології дозволяють створити єдине інформаційне середовище, фізичною основою якого є інтегровані комп'ютерні мережі та системи зв'язку, яке дозволяє супроводжувати та координувати як технологічні процеси, так і ділову діяльність будь-якої організації. Інформаційна комп'ютерна мережа організації може органічно під'єднуватися до всесвітньої комп'ютерної мережі INTERNET. Сучасні розробки комп'ютерних систем інформаційного менеджменту, технологій систем та комунікацій просуваються вперед досить успішно, використовуючи останні досягнення в галузі технологій інформаційних систем та комунікацій. Завдяки цьому комп'ютерні технології менеджменту стали задовольняти зростаючі вимоги менеджерів до забезпечення інформацією. Менеджер інформаційного ресурсу — програмний об'єкт інформаційно-обчислювальної системи, який забезпечує керування та його застосування відповідним інформаційним ресурсом на основі стандартизованих правил і механізмів доступу до даних ресурсу. Менеджер інформаційного ресурсу за своєю сутністю є оболонкою над ресурсом, що реалізує стандартизовані інтерфейси для забезпечення процесів інтеграції [4].Головна мета типізації менеджерів інформаційних ресурсів полягає у впорядкуванні та уніфікації всіх інтерфейсів, які з'єднують менеджера з певним класом інформаційних ресурсів та з інтегрованим середовищем [7]. Прикладом, який ілюструє сутність типізації, є менеджер роботи з XML-файлами для об'єктно-орієнтованої програмної системи . Такий менеджер взаємодіє з ресурсом на основі методів і засобів для мови XML. З боку інтегрованого середовища існує вимога подання даних з ресурсу як окремих об'єктів. Тому менеджер повинен дані, що відбираються з XML-файлу, подавати у вигляді об'єктів, наприклад, на основі DOM-моделі.
Менеджер інформаційних ресурсів — це підсистема, що складається з кількох компонентів. Менеджер ресурсів для віддаленого доступу до БД на основі уніфікованого запиту відшукує відповідний дескриптор ресурсу та опис методу доступу до ресурсу. Як і для Web-застосування, метод доступу визначається сукупністю параметрів та їх значень. На основі цих параметрів формується SQL-запит [9].
Головними критеріями в оцінці комп'ютерних технологій стали достовірність, своєчасність, повнота, корисність інформації для прийняття рішень. В наш час найбільша частина технологічних розробок в галузі комп'ютерних технологій застосовується для вирішення оперативних управлінських задач. Телеконференції полегшують спілкування менеджерів, які можуть бути віддалені географічно, таким чином, економляться витрати і прискорюються прийняття рішень . Системи демонстраційних залів, які оснащені базами даних і відеозв'язком, сприяють плануванню і контролю: затрати на інвестиції в нові технології дуже високі, навіть беручи до уваги великі потенційні можливості останніх досягнень. Застосування сучасних засобів зв'язку та обробки інформації у повсякденній роботі менеджерів дозволяє значно скоротити витрати на рутинну та малоефективну роботу і підвищити результативність ділових переговорів. Застосування комп'ютерних технологій інформаційного менеджменту надає можливість розглядати проблеми управління організацією у взаємопов'язаному комплексі і підняти ефективність праці менеджерів на якісно новий рівень. Створюються нові можливості для ефективної співпраці, оскільки з одного боку забезпечуються можливості на якісно вищих рівнях представляти чи передавати інформацію (відеоінформацію, гіпертексти, мультимедіа), а з іншого зникають бар'єри віддалі, так, як зникають проблеми з'єднання і передачі інформації без спотворень [11].

### Аналітико-синтетична обробка інформації
Аналітико-синтетична обробка інформації — це процес перетворення інформації що міститься в первинному документі з метою створення вторинних документів, яка базується на використанні методів аналізу і синтезу [1]. Головна мета аналітико-синтетичної переробки інформації — пошук нових фактів і довідок, які в цих документах не виражені в явному вигляді, а логічно виводяться з наявної в них інформації. Для цього додатково залучається так звана екстралінгвістична інформація (інформація, накопичена людьми в результаті суспільно-історичної практики).
До сфери наукової обробки документів входить систематичне визначення кола питань, що виникають у процесі базової (професійної) діяльності споживача. Завданням референтів-аналітиків є виявлення, відбір, аналітико-синтетична обробка документної інформації та підготовка на цій основі інформаційних документів. Основна відмінність процесу наукової обробки документів полягає в тому, що її результат — не просто аналіз і згортання первинної інформації, а перетворення її на інформаційний засіб базової діяльності споживача інформації. Обов'язковими складовими наукової обробки документів є аналітичний відбір та критична оцінка документної інформації відповідно до потреб споживача, організація її у формі завершеного вторинного документа, а в разі необхідності — його анотування, індексування (визначення індексів УДК і ББК).
Наукова обробка документів як один з основних видів інформаційної діяльності потребує значних інтелектуальних зусиль і належить до розряду наукової діяльності. Значення наукової обробки документів настільки значне, що вона є одним з основних критеріїв оцінювання рівня наукової зрілості здобувачів наукового ступеня доктора і кандидата наук, діяльності науково-дослідних інститутів, одним із основних засобів ухвалення науково виважених управлінських рішень і т. ін.
Визначальною умовою якості наукової обробки документів є досягнення відповідності змісту вихідних документів інформаційній потребі споживача. Наукову обробку документів найчастіше виконують бібліотеки або інформаційні служби на конкретне (індивідуальне чи колективне) замовлення користувачів [12].

## Задачі інформаційного менеджменту
- інформаційна підтримка основної діяльності організації (полягає в інтегруванні створених співробітниками індивідуальних інформаційних елементів системи (документи, справи, технології) на основі програми пошуку та на базі пропозицій через Інтернет і відповідного маркетингу використовуваних інформаційних ресурсів;
- переробка різноманітного ’масового продукту’, що пропонується на інформаційному ринку, в інформацію, релевантну діям — перехід від зовнішніх знань у знання, релевантні внутрішнім рішенням;
- вибір раціональних форм комунікацій, техніки та інформаційних технологій, а також характеристик інформаційних ресурсів, необхідних для досягнення цілей організації;
- розв'язує задачі планування, керівництва, контролю та організації документного забезпечення управління організацією за певними цільовими критеріями для підтримки узгоджених організаційно-інформаційних дій членів організації.

Найпоширеніші на сьогодні оперативне й стратегічне. Оперативне планування відображає поточну діяльність організації. Стратегічне пов'язане з перспективами [10].

## Засоби автоматизації діяльності ІМ
До сучасних технічних засобів автоматизації інформаційно-управлінської діяльності відносять такі:
1. персональні комп'ютери, об'єднані в мережі;
2. електронні друкарські машинки;
3. текстообробні системи (проблемноорієнтовані комп'ютерні системи, що мають більші функціональні можливості);# копіювальні машини;
4. комунікаційні засоби, телефонна техніка;
5. засоби для автоматизації введення архівних документів і пошуку інформації (це також і нетрадиційні носії інформації: магнітні диски й стрічки, мікрофільми, диски з оптичними записами);
6. засоби для обміну інформацією — «електронна пошта»;
7. відеоінформаційні системи;
8. локальні комп'ютерні мережі;
9. інтегровані мережі установ [4].

## Інформаційна система менеджменту
Інформаційна система менеджменту — це система збору інформації, що обробляє й представляє її у формі, найзручнішій для прийняття на її основі рішень, і розподіляюча її між кінцевими користувачами. Для прийняття рішень на основі інформації, остання повинна бути точною, своєчасною, доречною, легко доступною та представленою в необхідному форматі. Потужність інформаційних систем менеджменту використається багатьма західними компаніями. Наприклад, корпорація XEROX використовує свої ІСМ для посилання й одержання електронної пошти, оглядових звітів, фінансових документів, для вивчення інформації щодо споживачів і ринків збуту, а також для одержання самих останніх новин. У компанії 3М інформаційні системи менеджменту використовуються для капіталізації заощаджених на витратах коштів і впровадження інноваційних технологій [2]. Метою створення інформаційних систем є забезпечення інформаційної підтримки менеджерів при прийнятті ними рішень. Обмеження при розробці інформаційних систем менеджменту можуть бути обумовлені як зовнішніми, так і внутрішніми причинами. Зовнішні обмеження містять у собі правові питання, побажання споживачів і потреби постачальників. До внутрішніх обмежень відносять витрати по розробці ІСМ, доступність робочої сили щодо використання як персоналу, напрямку політики фірми та технічних характеристик комп'ютера, на основі якого розробляється ІСМ [6].